# ケフェウス座ガンマ星
ケフェウス座γ星（ケフェウスざがんませい、γ Cep）は、ケフェウス座の恒星で3等星。

## 概要
太陽質量の0.3〜0.4倍の質量を持つ赤色矮星の伴星を持つ分光連星である。伴星Bは主星Aから12〜26auの軌道を57〜66年かけて周っていると考えられている。
地球の歳差運動により、西暦3100年頃から5100年頃にかけて天の北極に近くなり北極星になると予測されている（天の北極への最接近は4100年頃）。

## 惑星系
2003年、主星Aに惑星ケフェウス座γ星bが発見されている。
2015年に国際天文学連合によって太陽系外惑星系の名前の公募が行われた際に、この惑星も募集の対象となった（通例、惑星系の恒星名と惑星名がセットで公募されるが、伝等的な恒星名のエライがあったため、惑星名のみ）。一般投票の結果、シリアのシリア天文協会 (Syrian Astronomical Association) からの提案 Palmyra が1位となったが、この名は13131番小惑星パルミラに使用されていた。2015年12月15日、国際天文学連合により、パルミラ遺跡があるシリア中央部ホムス県の町の名前に由来するタドモル (Tadmor) という固有名が付けられた。タドモルはパルミラのアラビア語形でもあり、パルミラの語源であるアラム語形も同形 (Tadmor) である。
| 名称 （恒星に近い順） | 質量           | 軌道長半径 （天文単位） | 公転周期 (日) | 軌道離心率    | 軌道傾斜角 | 半径 |
| --------------------- | -------------- | ----------------------- | ------------- | ------------- | ---------- | ---- |
| b                     | 1.85 ± 0.06 MJ | 2.05 ± 0.06             | 903.3 ± 1.5   | 0.049 ± 0.034 | 9.6 ± 5.9° | —    |

## 名称
固有名のエライ（Errai）は、アラビア語で羊飼いを意味する الراعي (ar-rā‘ī) に由来する。2015年12月15日に国際天文学連合によって正式にErrai がケフェウス座γ星Aの固有名として承認された。
中国では、少衛（ケフェウス座π星）の増星（1752年の『儀象考成』で追加された星）8星の1つであり、少衛増八と呼ばれる。